# Laurent Emmanuelli
Pour les articles homonymes, voir Emmanuelli.

a Compétitions nationales et continentales officielles uniquement.

Dernière mise à jour le 16 août 2017.
Laurent Emmanuelli, né le 10 septembre 1976 à Toulon, est un joueur de rugby à XV français qui évolue au poste de pilier au sein de l'effectif du Stade français, de l'ASM Clermont puis du RC Toulon (1,90 m pour 115 kg).
Avec l'ASM Clermont Auvergne, il remporte le Challenge européen en 2007. Depuis 2012, il est responsable du centre de formation du RC Toulon.

## Carrière

### En club
- 1998-2000 : RC Toulon
- 2000-2001 : Stade montois
- 2001-2003 : Stade français Paris
- 2003-2009 : ASM Clermont
- 2009-2012  : RC Toulon

### En équipe nationale
- International Français FIRA

### Avec les Barbarians
En mars 2007, il est sélectionné avec les Barbarians français pour jouer un match contre l'Argentine à Biarritz. Les Baa-Baas s'inclinent 28 à 14.

## Palmarès

### En club
Avec l’ASM Clermont
- Championnat de France :
  - Finaliste (3) : 2007 (Face au Stade français), 2008 (Face au Stade toulousain et 2009 (Face à l'USA Perpignan)
- Challenge européen :
  - Vainqueur (1) : 2007 (Face à Bath Rugby)

Avec le RC Toulon
- Coupe Frantz Reichel :
  - Vainqueur (1) : 1998
- Top 14 : 
  - Demi-finaliste (1) : 2010 (face à l'ASM Clermont)
- Challenge européen : 
  - Finaliste (1) : 2010 (face aux Cardiff Blues)